# Konchok Tenzin Kunzang Trinley Lhundrup
(VII Chetsang Rinpoche)
Könchok Tenzin Kunzang Thinley Lhundrup (Lhasa, 4 giugno 1946) è un monaco buddhista tibetano, nonché VII Chetsang Rinpoche.

## Biografia

### I primi anni
Nacque a Lhasa nel 1946 nella famiglia Tsarong, uno dei più eminenti casati aristocratici del Tibet. Suo padre, Dundul Namgyal Tsarong, era un importante funzionario del governo tibetano, mentre sua madre, Yangchen Dolkar, apparteneva alla famiglia Ragashar, discendente da un'antica dinastia reale. Il nonno paterno, Dasang Damdul Tsarong, era invece stato una delle figure politiche più influenti del suo tempo, molto vicino al Grande Tredicesimo Dalai Lama, di cui era peraltro stato il comandante in capo dell'esercito.
La sua venuta al mondo fu accompagnata da presagi molto positivi, in quanto avvenuta il quarto giorno del sesto mese del calendario tibetano, in cui, secondo la tradizione, il Buddha tenne il suo primo discorso, avvenuto nella città di Sarnath quarantanove giorni dopo il Risveglio, e all' età di quattro anni venne visitato da una delegazione di lama e monaci alla ricerca della reincarnazione del VI Chetsang Rinpoche, esponente del lignaggio Drikung della scuola Kagyu, ritenuto emanazione del Bodhisattva della Compassione. Essi giunsero a casa sua in seguito a una visione avuta dal reggente del lignaggio, Tritsab Gyabra Rinpoche, presso il Lago Namtso, a duecentosessanta chilometri a nord di Lhasa, in cui aveva scorto una casa di due piani con uno Stendardo della vittoria, un giardino circostante e vari sentieri, oltre che un bambino che passeggiava attorno allo Stendardo.
Il bambino fu posto a numerosi esami, come l'identificazione della mālā, della ruota di preghiera e di molti altri oggetti rituali delle sue precedenti incarnazioni, che superò con successo. Complici numerosi presagi favorevoli, come una visione di Tārā Verde che la madre aveva avuto durante la gravidanza, ma che aveva tenuto segreta non volendo che il figlio andasse in monastero, i religiosi lo proclamarono nuovo Chetsang Rinpoche, e in seguito il loro responso fu confermato da una divinazione del III Taktra Rinpoce, in quegli anni Reggente del Tibet, nonché dal XVI Karmapa e da altri influenti lama.

### Insediamento e formazione
Il bambino venne dunque condotto a Drikung Thel, il più importante monastero dell'ordine Drikung Kagyü. Lungo il percorso fu accompagnato da più di duemila persone indossanti gli abiti tradizionali che eseguirono danze cerimoniali. Una volta giunto al monastero venne insediato formalmente come XXXVII Detentore del Trono, ossia capo, del Lignaggio Drikung Kagyu. A tale cerimonia parteciparono i dignitari di ogni ordine monastico e del governo tibetano.
Da questo momento fu affidato a due grandi maestri spirituali, Tritsab Gyabra Rinpoce e Ayang Thubten Rinpoce, che lo avviarono alla lettura, alla scrittura, alla memorizzazione, all'astrologia e alla grammatica. Ricevette le iniziazioni di base, nonché le trasmissioni e gli insegnamenti della tradizione Kagyu e della tradizione Kagyu Drikung in particolare. Ebbe peraltro insegnamenti dai più autorevoli lama appartenenti a tutte le altre tre scuole del Buddhismo tibetano, inclusi il XIV Dalai Lama, e il XVI Karmapa, che gli impartirono numerose iniziazioni: dal primo fu iniziato e preparato su Chakrasamvara, Kalachakra e Yamantaka, dal secondo ricevette invece le iniziazioni di Milarepa, i Sei Yoga di Naropa e altri insegnamenti. Da altri lama ricevette invece insegnamenti sullo Dzogchen, e su numerosi sistemi tantrici di alto livello e complessità.
Ad appena undici anni, nel 1957, durante i riti per il nuovo anno diede il suo primo insegnamento pubblico, con la trasmissione e l'iniziazione di lunga vita. Successivamente iniziò gli studi filosofici presso il Monastero Nyima Changra di Drikung, ove studiò testi di base, come il «Bodhicaryāvatāra» di Śāntideva.

### L'invasione cinese del Tibet
Durante gli anni cinquanta, la neonata Repubblica Popolare Cinese, guidata da Mao Tse-tung, invase il Tibet, annettendolo gradualmente nel proprio territorio. I militari e i funzionari del governo cinese avviarono presto le prime persecuzioni contro l'aristocrazia e i monaci, sfociando sovente in atti di indiscriminata brutalità.
Lhundrup raggiunse per precauzione con la famiglia Kalimpong, nell'India del nord, ma dopo alcuni mesi fu accolto da una delegazione del monastero Drikung e fece ritorno in Tibet. Successivamente i suoi genitori fuggirono nuovamente in territorio indiano, ma egli rimase in patria, dove, secondo un'antica tradizione, risiedeva a seconda della stagione in quattro monasteri differenti, il più importante dei quali era Drikung Dzong, usato come centro amministrativo di Drikung. Nel 1959, però, il Tibet subì grandi sconvolgimenti. Nel mese di marzo ebbe luogo una grande sollevazione popolare, che i cinesi repressero molto violentemente, e molti tibetani, tra cui il XIV Dalai Lama, aristocratici e dignitari religiosi di ogni livello, lasciarono il Regno delle Montagne. Si tentò di portare in salvo anche Lhundrup, ma il tentativo fallì a causa della tenace resistenza del khenpo del suo monastero.
I monaci di Drikung furono tutti tratti agli arresti domiciliari, e Lhundrup, ricevette le prime lezioni ideologiche improntate sull' ideologia comunista cinese. Alcuni mesi dopo, uno dei suoi precettori originari, Gyabra Tritsab Rinpoche, che aveva lasciato il monastero da alcuni anni, lo invitò a vivere con lui a Lhasa, in condizioni assai difficili. Nel 1960 frequentò una scuola elementare della capitale, dove studiando duramente poté finire la sua istruzione in soli tre anni, contro i sei previsti. Nel 1964 studiò invece in una scuola media, ove eccelse negli studi, soprattutto in linguistica cinese, scienze naturali, storia e biologia. Divenne anche un discreto atleta e un buon giocatore di calcio.
All'inizio del 1966, quando le Guardie Rosse si infiltrarono nelle scuole in tutta la Cina, e in seguito anche in quelle del Tibet, Lhundrup venne coinvolto nei dei combattimenti tra fazioni ideologiche, e dovette interrompere gli studi. Subì i brutali Tribunali del popolo, noti quanto le sessioni di lotta, e dovette lasciare il suo vecchio precettore, ormai caduto in pubblica disgrazia. Visse pertanto nella scuola, dove cucinava per i pochi compagni di scuola rimasti e studiava i testi che riusciva a trovare nella biblioteca scolastica. Lhasa sprofondò presto nel caos, in un clima generale di violenza e sospetto, e Lhundrup rischiò più volte la vita fino a che, nel 1969, fu assegnato a un'unità di lavori agricoli, per cui svolse lavori durissimi, operando fino a quindici ore al giorno e riposando in una baracca diroccata e infestata dai topi posta in cima a un ovile. In autunno aveva il compito di recarsi in montagna per trovare e portare a valle pesanti carichi di legna da ardere, mentre in inverno doveva spalare abbondanti quantità di liquame dagli scarichi e portarli alla fattoria.
Essendo parte della classe aristocratica e un alto lama reincarnato veniva trattato più duramente di tutti i compagni.

### La fuga in India e il trasferimento negli Stati Uniti d'America
Benché i cinesi controllassero strettamente il territorio tibetano tramite un'onnipresente ed efficiente rete di spie, nel 1975, dopo molti anni di durissimo lavoro forzato, attuando un piano a lungo studiato Lhundrup riuscì a scappare e, dopo otto giorni di cammino solitario, si unì a due tibetani che lo aiutarono ad attraversare il confine nepalese, caratterizzato da alti passi montani e ghiacciai. Una volta raggiunta Katmandu fu in grado di raggiungere facilmente Dharamsala, in India, ove il XIV Dalai Lama si era stabilito costituendo un governo tibetano in esilio.
Nel corso di una cerimonia ufficiale tenutasi alla presenza del Dalai Lama Lhundrup fu di nuovo formalmente insediato nel suo monastero in India, con la promessa di assumere le responsabilità del proprio lignaggio, e dopo tre mesi, accompagnato dal padre, si recò negli Stati Uniti, dove, dopo diciotto anni di separazione, si riunì alla sua famiglia. Studiò l'inglese, e dopo la scuola si guadagnò da vivere lavorando in un McDonald's e in altri ristoranti con un contratto di lavoro a tempo parziale.
Condusse una vita semplice, scandita da varie difficoltà legate al contatto con un ambiente e persone completamente diversi, ma fu in grado di rispettare costantemente appieno i propri voti monastici. Durante il terzo anno del suo soggiorno occidentale ricevette un rarissimo e antico testo tibetano, scoperto recentemente in Nepal, incentrato sulla storia dei Detentori del Trono dell'ordine Drikung, scritto da una sua precedente incarnazione, il IV Chetsang Rinpoce, che prese a studiare con grande interesse.
Poco dopo, però, decise di tornare in India per riprendere la vita monastica ed assumere la guida del lignaggio Kagyu Drikung, rispondendo all' invito espresso in varie lettere dai suoi molti seguaci.

### Il ritorno in India
Lhundrup andò a risiedere al Monastero di Phiyang, nei pressi di Leh, in Ladakh, antica regione indiana ai piedi dell'Himalaya, da secoli strettamente connessa alla cultura tibetana, dove continuò gli studi e le pratiche religiose, compresi vari ritiri, tra cui quello di tre anni, tre mesi e tre giorni atto a diventare lama, che condusse al Monastero di Lamayuru sotto la guida di un severo maestro di meditazione. Nel 1985, durante l'iniziazione del Kalachakra a Bodh Gaya, ricevette infine la piena ordinazione dal XIV Dalai Lama.
Nello stesso anno fondò l'Istituto Drikung Kagyu a Jangchub Ling, alla periferia di Dehradun, città ai piedi della catena montuosa dell'Himalaya, ove iniziò a ricostruire l'ormai indebolito lignaggio Drikung. L'Istituto, frequentato da oltre duecento studenti, è tuttora un centro di formazione basato sia sull'istruzione monastica tradizionale che sulla formazione moderna. In esso ha luogo un grande progetto di ricerca teso a raccogliere tutti gli scritti Drikung Kagyu, fatto che permetterà di conservare e ristampare molti testi rari unitamente alla creazione di una biblioteca virtuale contenente i materiali improntati sui modi di vivere, sulla filosofia e sul pensiero religioso dei popoli himalayani. Molti tra i monaci diplomati presso l'Istituto, nei cui pressi sorge un centro per ritiri meditativi, conducono il tradizionale ritiro di tre anni per divenire lama.
Nel 1987 Lhundrup cominciò a dare insegnamenti in molti Paesi del mondo, e attualmente risiede a Jangchub Ling.